# Węgierski Uniwersytet Sztuk Pięknych
Węgierski Uniwersytet Sztuk Pięknych (węg. Magyar Képzőművészeti Egyetem – MKE) – węgierska uczelnia publiczna zlokalizowana w Budapeszcie. Została założona w 1871 roku.